# Одинцовская епархия
Одинцо́вская епа́рхия — епархия Русской православной церкви, объединяющая приходы и монастыри в западной части Московской области (в пределах городских округов: Одинцовский, Красногорск, Наро-Фоминский, Истра, Волоколамский, Лотошино, Можайский, Рузский, Шаховская, а также ЗАТО Власиха, ЗАТО Краснознаменск, ЗАТО Молодёжный, ЗАТО Восход). Входит в состав Московской митрополии.

## История
5 октября 1994 года было образовано Одинцовское викариатство, когда архиепископ Иов (Тывонюк) был назначен викарием Московской епархии с титулом «Одинцовский».
13 апреля 2021 года решением Священного синода Русской православной церкви была образована отдельная Одинцовская епархия.

## Иерархи
Одинцовское викариатство
- 5 октября 1994 — 27 декабря 1996 - Иов (Тывонюк)
- 8 сентября 2019 — 13 апреля 2021 - Порфирий (Шутов)

Одинцовская епархия
- c 13 апреля 2021 года - Фома (Мосолов)

## Благочиния
Епархия разделена на 11 церковных округов:
- Волоколамское благочиние
- Звенигородское благочиние
- Истринское благочиние
- Красногорское благочиние
- Лотошинское благочиние
- Можайское благочиние
- Наро-Фоминское благочиние
- Одинцовское благочиние
- Рузское благочиние
- Шаховское благочиние
- Монастырское благочиние

## Монастыри
- Лужецкий Богородицерождественский Ферапонтов монастырь в Можайске (мужской)
- Спасо-Бородинский монастырь в деревне Семеновское Можайского округа (женский)
- Успенский Колоцкий монастырь в деревне Колоцкое Можайского округа (женский)